# ثوريا (ميسينيا)
ثوريا (Θουρία) هي مدينة في ميسينيا في مقاطعة كينتريكي إلادا في اليونان.
يبلغ عدد سكانها حوالي 1178 نسمة.